# Holnap tali – A premier
A Holnap tali — A premier 2018-ban bemutatott magyar filmvígjáték, amelynek a rendezője Radnai Márk, producere Kirády Attila és Csányi Márton a zeneszerzője Johnny K. Palmer, az írója Gábor Endre. A Whatever Group ZRt. gyártásában készült, a Duna Médiaszolgáltató Nonprofit ZRt. forgalmazásában jelent meg. 
Magyarországon 2018. március 18-án mutatta be az M2 Petőfi TV.

## Szereplők

### Főszereplők
| Szereplő | Színész          |
| -------- | ---------------- |
| Soma     | Derék Bence      |
| Bori     | Pető Zsófia      |
| Fanni    | Molnár Janka     |
| Dani     | Szőke Olivér     |
| Ákos     | Lucas Togay      |
| Míra     | Stoics Alexandra |
| Lara     | Kiss Anna Laura  |
| Csabi    | Dobai Attila     |
| Botond   | Gillich Kopány   |

### Mellékszereplők
| Szereplő       | Színész            |
| -------------- | ------------------ |
| Igazgatónő     | Molnár Piroska     |
| Döme           | Pavletits Béla     |
| Győző          | Szabó Győző        |
| Dalma          | Szabó Erika        |
| Flóra          | Erdélyi Tímea      |
| Szilai tanárnő | Varga Gabriella    |
| Soma apja      | Csonka András      |
| Soma anyja     | Kovács Zsuzsa      |
| Miki           | Kirády Marcell     |
| Bálint         | Csanádi Olivér     |
| Anna           | Vajai Flóra        |
| Krisztina      | Ilyés Jenifer      |
| Milán          | Kulcs Dávid        |
| Anti           | Kovács Balázs      |
| Zsombi         | Simon Zoltán       |
| Veréb          | Papp Csaba         |
| Zoé            | Venczli Zóra       |
| Tadé           | Oláh Béla          |
| Boksz edző     | Rozsnyay Károly    |
| Bokszoló       | Nagy Kristóf       |
| Karbantartó    | Szalai Károly      |
| Bulizó lány    | Szabó Júlia Eszter |
| Szinpados      | Szász Borisz       |
| Szinpados      | Tarján Olivér      |
| Filmező srác   | Végh Benjámin      |